# 第四度空間
《第四度空間》是前達明一派成員劉以達於2013年所發行的第六張個人專輯。

## 專輯製作
此張專輯的作詞、作曲、編曲以及監製都由劉以達一手包辦。

## 曲目
- 烏托邦
- 愛的版圖
- 援手
- 靈藥
- 夢幻園地
- 潛意識
- 天鳥
- 末世警號
- 勝利
- 愛的版圖(國語版)